# Aegon Classic Birmingham 2017
AEGON Classic 2017 — жіночий тенісний турнір, що проходив на відкритих кортах з трав'яним покриттям. Це був 36-й за ліком турнір. Належав до категорії Premier у рамках Туру WTA 2017. Відбувся в Edgbaston Priory Club у Бірмінгемі (Англія). Тривав з 19 до 25 червня 2017.

## Призові очки і гроші

### Розподіл очок
| Дисципліна       | П   | Ф   | ПФ  | ЧФ  | 1/8 | 1/16 | Q       | Q2  | Q1  |
| Одиночний розряд | 470 | 305 | 185 | 100 | 55  | 1    | 25 / 18 | 13  | 1   |
| Парний розряд    | 470 | 305 | 185 | 100 | 1   | Н/Д  | Н/Д     | Н/Д | Н/Д |

### Розподіл призових грошей
| Дисципліна       | П        | Ф       | ПФ      | ЧФ      | 1/8     | 1/16   | Q      | Q2     | Q1     |
| Одиночний розряд | $146,200 | $77,850 | $41,555 | $22,310 | $11,930 | $5,735 | $3,400 | $1,815 | $1,005 |
| Парний розряд    | $45,620  | $24,340 | $13,310 | $6,780  | $3,675  | Н/Д    | Н/Д    | Н/Д    | Н/Д    |

## Учасниці основної сітки в одиночному розряді

### Сіяні
| Країна          | Гравчиня            | Рейтинг1 | Сіяна |
| --------------- | ------------------- | -------- | ----- |
| Німеччина       | Анджелік Кербер     | 1        | 1     |
| Україна         | Еліна Світоліна     | 5        | 2     |
| Словаччина      | Домініка Цібулкова  | 6        | 3     |
| Велика Британія | Джоанна Конта       | 8        | 4     |
| Франція         | Крістіна Младенович | 13       | 5     |
| Іспанія         | Гарбінє Мугуруса    | 15       | 6     |
| Чехія           | Петра Квітова       | 17       | 7     |
| Чехія           | Барбора Стрицова    | 20       | 8     |
| Австралія       | Дарія Гаврилова     | 24       | 9     |

- 1 Рейтинг подано станом на 12 червня 2017.

### Інші учасниці
Нижче наведено учасниць, які отримали вайлд-кард на участь в основній сітці:
- Наомі Броді
- Петра Квітова
- Гезер Вотсон

Нижче наведено гравчинь, які пробились в основну сітку через стадію кваліфікації:
- Каміла Джорджі
- Сє Шувей
- Єлизавета Кулічкова
- Маркета Вондроушова

Як щасливий лузер в основну сітку потрапили такі гравчині:
- Тереза Сміткова

### Знялись з турніру
До початку турніру
- Сімона Халеп →її замінила  Наталія Віхлянцева
- Дарія Касаткіна →її замінила  Крістіна Макгейл
- Анджелік Кербер →її замінила  Тереза Сміткова
- Медісон Кіз →її замінила  Алізе Корне
- Міряна Лучич-Бароні →її замінила  Донна Векич
- Олена Остапенко →її замінила  Магда Лінетт
- Кароліна Плішкова →її замінила  Наомі Осака
- Моніка Пуїг →її замінила  Дуань Інін
- Агнешка Радванська →її замінила  Нао Хібіно
- Олена Весніна →її замінила  Ешлі Барті[a]

### Завершили кар'єру
- Каміла Джорджі (травма правого стегна)
- Луціє Шафарова (травма правого стегна)
- Коко Вандевей (травма лівої ступні)

## Учасниці основної сітки в парному розряді

### Сіяні
| Країна    | Гравчиня           | Країна    | Гравчиня           | Рейтинг1 | Сіяна |
| --------- | ------------------ | --------- | ------------------ | -------- | ----- |
| Чехія     | Луціє Шафарова     | Чехія     | Барбора Стрицова   | 12       | 1     |
| США       | Абігейл Спірс      | Словенія  | Катарина Среботнік | 38       | 2     |
| Канада    | Габріела Дабровскі | КНР       | Сюй Їфань          | 42       | 3     |
| Австралія | Ешлі Барті         | Австралія | Кейсі Деллаква     | 51       | 4     |

- 1 Рейтинг подано станом на 12 червня 2017.

### Інші учасниці
Нижче наведено пари, які отримали вайлдкард на участь в основній сітці:
- Наомі Броді /  Гезер Вотсон

### Знялись з турніру
Під час турніру
- Луціє Шафарова (травма правого стегна)
- Абігейл Спірс (травма лівої ноги)
- Коко Вандевей (травма лівої ступні)

## Переможниці

### Одиночний розряд
- Петра Квітова —  Ешлі Барті, 4–6, 6–3, 6–2

### Парний розряд
- Ешлі Барті /  Кейсі Деллаква —  Чжань Хаоцін /  Ч Шуай, 6–1, 2–6, [10–8]

## Нотатки
1. ↑  Весніна знялась зі змагань через травму. Початково її замінила Олена Остапенко. Одна Остапенко відмовилась від участі, щоб відпочити після перемоги на Відкритому чемпіонаті Франції. Тому її замінила Ешлі Барті[1].